# Provisão (contabilidade)
Na contabilidade financeira segundo as Normas Internacionais de Relatório Financeiro (IFRS), uma provisão é uma conta que registra um passivo presente de uma entidade. O registro do passivo no balanço patrimonial da entidade é correspondido a uma conta de despesa apropriada na demonstração do resultado da entidade. Nos princípios contábeis geralmente aceitos nos Estados Unidos (US GAAP), uma provisão é uma despesa. Portanto, "Provisão para Imposto de Renda" é uma despesa em U.S. GAAP, mas um passivo em IFRS.

## De acordo com os padrões internacionais de relatórios financeiros
Nas Normas Internacionais de contabilidade (IFRS), o tratamento das provisões (bem como dos ativos e passivos contingentes) encontra-se na IAS 37.

## Definição
Uma provisão pode ser um passivo de prazo ou valor incertos. Um passivo, por sua vez, é uma obrigação presente da entidade decorrente de eventos passados, cuja liquidação se espera que resulte em uma saída de recursos da entidade que incorporam benefícios econômicos. 
Embora muitas vezes se acredite que sim, uma provisão não deve ser considerada uma forma de economia. Os exemplos são; responsabilidade de imposto de renda, garantia do produto, restauração do meio ambiente, etc...,

## Lexicologia
Às vezes, em IFRS, mas não em GAAP, o termo reserva é usado em vez de provisão. Tal uso é, no entanto, inconsistente com a terminologia sugerida pelo International Accounting Standards Board.  Na contabilidade, uma reserva é sempre uma conta com um saldo credor no patrimônio líquido da entidade no balanço patrimonial, enquanto para alguns não contadores (por exemplo, atuários), tem a conotação de dinheiro reservado para atender a um passivo futuro (debit balance).

## Reconhecimento
Uma provisão deve ser reconhecida se os seguintes critérios forem atendidos:
- uma entidade tem uma obrigação presente como resultado de um evento passado;
- é provável que uma saída de recursos que incorporam benefícios econômicos seja necessária para liquidar a obrigação;
- uma estimativa confiável pode ser feita do valor da obrigação. [2]
- Uma declaração atual específica, a entidade aceitará certas responsabilidades e outras partes têm expectativas válidas de que a entidade cumprirá com suas responsabilidades.

Nenhuma provisão, entretanto, é reconhecida para custos que precisem ser incorridos para operar no futuro. Além disso, uma obrigação sempre envolve outra parte a quem a obrigação é devida (mesmo que essa parte seja desconhecida). 

## Contratos executórios e onerosos
Um contrato executório é definido como um contrato sob o qual nenhuma das partes cumpriu qualquer uma de suas obrigações (por exemplo, entregar um objeto e pagar por esse objeto) ou ambas as partes cumpriram parcialmente suas obrigações em igual medida. No caso de um contrato executório, a IAS 37 não se aplica e nem um ativo nem um passivo são registrados. No entanto, uma provisão precisa ser reconhecida se o contrato executório se tornar oneroso para a entidade. Um contrato oneroso é definido como um contrato em que os custos inevitáveis resultantes do cumprimento por parte da entidade das suas obrigações contratuais excedem os benefícios econômicos que se espera receber ao abrigo desse contrato. 

## Reestruturação
Uma reestruturação é definida como um programa planejado e controlado pela administração e que altera materialmente o escopo de um negócio realizado por uma entidade ou a maneira pela qual esse negócio é conduzido.  Se uma reestruturação for antecipada, ela leva ao reconhecimento de uma provisão. No entanto, essa disposição está sujeita a algumas restrições específicas: Uma disposição de reestruturação não inclui custos como a reciclagem ou realocação de pessoal, marketing ou investimento em novos sistemas e redes de distribuição. Isso ocorre porque esses gastos estão relacionados à conduta futura do negócio e, portanto, não são passivos de reestruturação a serem reconhecidos no final do período de relatório. 

## Provisão para imposto de renda (US GAAP)
No inglês americano, a palavra provisão é usada como sinônimo de "despesa", especialmente quando aparece em uma frase que se refere ao custo do imposto de renda incorrido por uma empresa durante um período da demonstração do resultado. Nas demonstrações do resultado, o surgimento de provisão para imposto de renda se referiria a essa despesa.